# Sjagonar
Sjagonar (Russisch: Шагонар; Toevaans: Шагаан-Арыг; Sjagaan-Arïg) is een stad in de Russische autonome deelrepubliek Toeva. De stad ligt op de linkeroever van de Jenisej-rivier, op 124 km ten westen van Kyzyl. Sjagonar is bekend sedert 1888 en verkreeg stadsrechten in 1945.
De oorspronkelijke stad Sjagonar verdween onder water in de jaren 70 door de constructie van de stuwdam van Sajan-Sjoesjenskoje, de grootste stuwdam van Rusland. De stad werd daarbij 7 kilometer verderop opnieuw opgetrokken. De stad ligt op een hoogte van 640 meter. Economische activiteiten bestaan uit de productie van bouwmaterialen en de verwerking van agrarische producten.

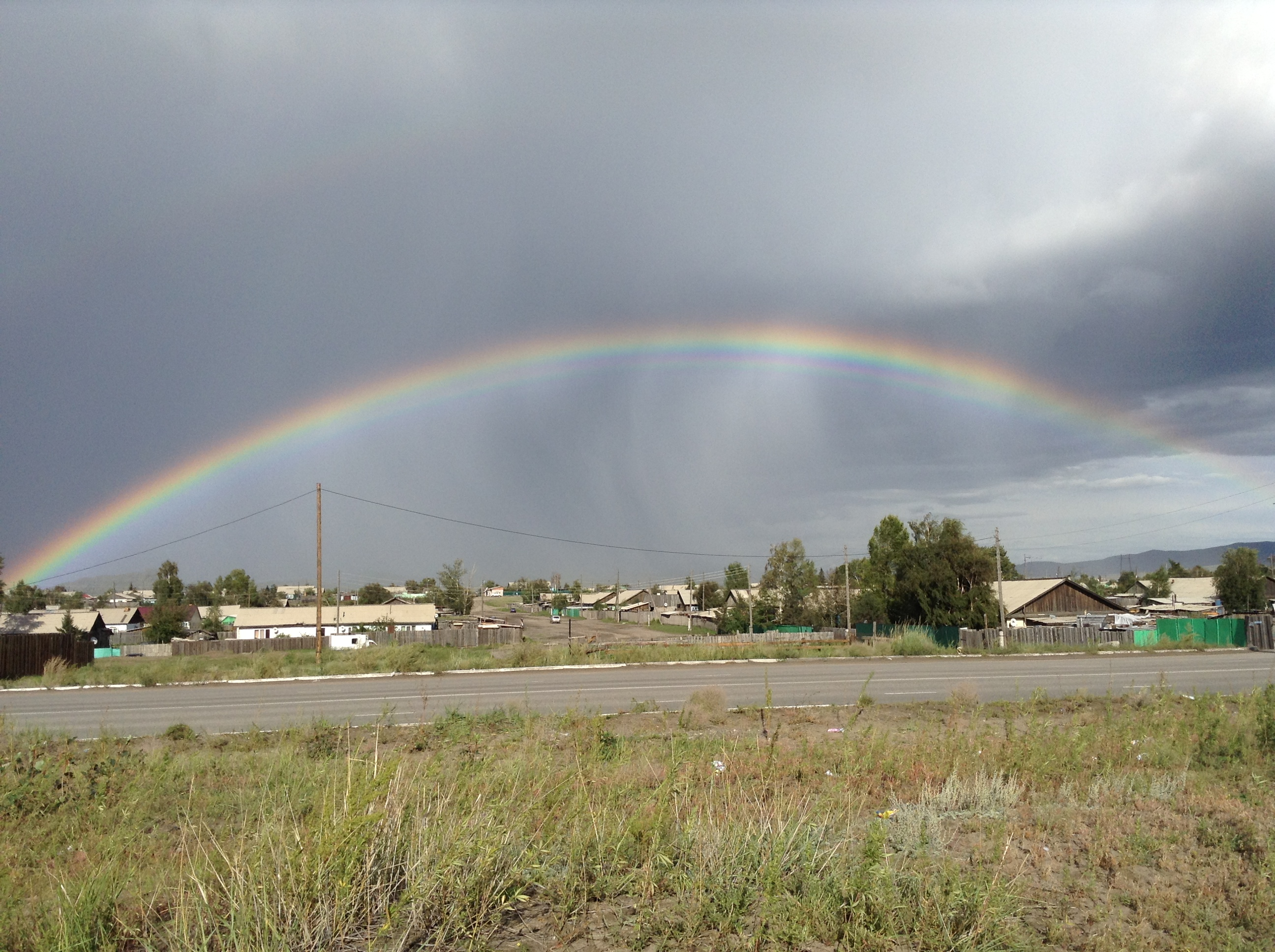
Uitzicht op de stad

De bevolking bestaat voor 82% uit Toevanen, voor 15% uit Russen, voor 1% uit Komi en voor 1% uit Chakassen.
| 1959  | 1970  | 1979  | 1989   | 2002   | 2010   |
| ----- | ----- | ----- | ------ | ------ | ------ |
| 4.200 | 4.500 | 5.500 | 10.084 | 11.008 | 10.956 |

Bestuurlijk centrum: Kyzyl

Ak-Dovoerak · Toeran · Tsjadan · Sjagonar